# Parti communiste d'Espagne unifié
Pour les articles homonymes, voir Parti communiste d'Espagne (homonymie).

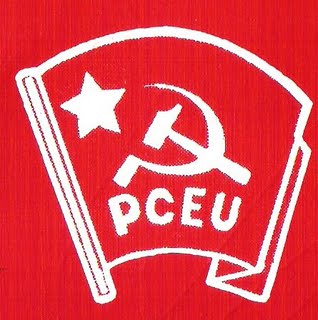

Le Parti communiste d'Espagne unifié (PCEU, en français Partido Comunista de España Unificado) était un parti politique espagnol actif de 1980 à 1984.
Le PCEU est créé en 1980 à la suite de la fusion de deux groupes : le Parti communiste des travailleurs et le Parti communiste d'Espagne (VIII-IXe congrès) (en). 

Le PCT et le PCE (VIII-IX) étaient toutes deux des organisations dissidentes du PCE. D’inspiration marxiste-léniniste et pro-soviétique, ces partis reprochaient au PCE sa ligne eurocommuniste.
Pour les élections locales de 1983, le PCEU s’associe dans certaines régions (Madrid, Castille-La Manche, Estremadure) au Parti communiste ouvrier espagnol d’Enrique Lister. La liste commune PCEU-PCOE obtient 4 473 voix à Madrid.
En 1984 le PCEU s’unit à différents groupes pro-soviétiques dissidents du PCE pour former le Parti communiste (Partido Comunista, parfois appelé « PC punto » pour le distinguer du PCE) qui prendra en 1986 le nom de Parti communiste des peuples d'Espagne.